# مايك إدواردز (لاعب كرة سلة)
مايك إدواردز (1950 - ) (بالإنجليزية: Mike Edwards)‏ هو مدرب كرة سلة ولاعب كرة سلة أمريكي في مركز مدافع مسدد الهدف.

## وصلات خارجية
- مايك إدواردز على موقع كلية كرة السلة في سبورتس رفرنس.كوم (الإنجليزية)